# Arirang
«Arirang» és una cançó folklòrica coreana, considerada com un himne de Corea tot i no ser un himne nacional oficial. Hi ha diferents versions regionals, tant a Corea del Sud com a Corea del Nord, que s'identifiquen afegint el nom del lloc d'origen.
La cançó va ser designada com a Patrimoni Cultural Immaterial de la Humanitat per la UNESCO el 2012.

## Història
Hi ha hagut diversos tipus d'«Arirang» en lletres o melodies a través dels segles. La primera forma va ser 정선 아리랑 creada fa 600 anys a la província de Gangwon-do. La versió més coneguda actualment, 본조 아리랑 o també anomenada 경기 아리랑, va ser creada fa aproximadament entre 100 i 130 anys.
L'«Arirang» va ser usada progressivament com la cançó representativa del poble coreà al marge de les fronteres polítiques, especialment després de la divisió de Corea. Un exemple d'això és que la cançó hagi estat utilitzada com a himne de l'equip conjunt format per la República de Corea i la República Popular Democràtica de Corea als Jocs Olímpics d'Hivern de 2018 a Pyeongchang, fet que ja havia passat prèviament als Jocs Olímpics d'Estiu de 2000 a Sydney i Atenes 2004.
L'«Arirang» més freqüent, 경기 아리랑, té la següent lletra:
| Coreà                                                                                                 | Romanització | Traducció |
| 아리랑, 아리랑, 아라리요. . . 아리랑 고개로 넘어간다. 나를 버리고 가시는 님은 십리도 못가서 발병난다. | Arirang, Arirang, Arariyo... Arirang gogaero neomeoganda. Nareul beorigo gasineun nimeun Simnit motgaseo balbbyeongnanda. | Arirang, Arirang, Arariyo... Creuant la muntanya d'Arirang. Estimat meu que m'has deixat aquí No passarà més de deu li abans de fer mal els seus peus. |

Les següents estrofes diuen així:
| Coreà                                             | Romanització                                                         | Traducció                                                                                          |
| 청천 하늘엔 잔별도 많고 우리네 가슴엔 희망도 많다 | Cheongcheon haneuren janbyeoldo manko Urine gaseumen huimangdo manta | En cels clars, moltes estrelles hi ha I als nostres cors, moltes esperances, també hi ha           |
| 저기 저 산이 백두산이라지 동지 섣달에도 꽃만 핀다 | Jeogi jeo sani Baekdusaniraji Dongji seotdaredo kkotman pinda        | Allà la muntanya que tu anomenes Mont Paektu, On els pètals floreixen encara els dies de l'hivern. |